# ポンコツ&さまぁ〜ず
『ポンコツ&さまぁ〜ず』（ポンコツさまぁ〜ず）とは、2014年10月11日から2016年3月26日までテレビ東京系列で放送されていたバラエティ番組。
この項では、2016年4月2日から2017年3月25日まで同じ曜日・時間帯に放送されていた『超ポンコツさまぁ〜ず』についても記述する。

## 概要
「ポンコツだってやればできる!」を合言葉に、児嶋一哉・狩野英孝らがいろいろな企画に挑戦する番組。
2016年4月2日より『超ポンコツさまぁ〜ず』と改題。ロゴと企画が変更されている。
スポンサーは、『ポンコツ&さまぁ〜ず』は日清製粉グループを筆頭に複数社提供、『超ポンコツさまぁ〜ず』はCygames一社提供となっている。

## 出演者
レギュラー
- さまぁ〜ず（三村マサカズ・大竹一樹）
- 児嶋一哉（アンジャッシュ）
- 狩野英孝
  - 『超ポンコツさまぁ〜ず』第41回で出演終了。

ポンコツガール（週替わり）
#放送リストを参照。
ナレーター
- つぶやきシロー
- 番組スタッフ
  - スタッフからつぶやきへの発注ミスで録り忘れた箇所があった場合のみ

その他
- ザ・たっち
  - 『ポンコツ&さまぁ〜ず』SP1に出演。

- 小峠英二（バイきんぐ）
  - 『ポンコツ&さまぁ〜ず』第10回に出演。終盤、偶然近くで別番組のロケ中に飛び入り参加となった。

- 森渉
  - 『超ポンコツさまぁ〜ず』第16回、第17回に出演。金田朋子の付き人として同行中に飛び入り参加となり、鮎つかみ取りで1分間に8匹を獲った。

- 井戸田潤
  - 『超ポンコツさまぁ〜ず』SP1にハンバーグ師匠として出演。

- 鈴木拓（ドランクドラゴン）
- 酒井健太（アルコ&ピース）
- アイアム野田（鬼ヶ島）
- 岩井勇気（ハライチ）
- かねきよ勝則（新宿カウボーイ）
- 竹内まなぶ（カミナリ）
- さがね正裕（X-GUN）
  - 『超ポンコツさまぁ〜ず』第42回の「特別編 児嶋の新パートナーオーディション」に出演。

- 宮崎美穂（AKB48）
- 仙石みなみ（アップアップガールズ（仮））
- 小菅怜衣
- 山内鈴蘭（SKE48）
- 佐藤聖羅
- 吉川友
- 眞木美咲パメラ
- 宮本彩希
- 梨衣名
- 才原茉莉乃（chubbiness）
- 星名桜子
  - 『超ポンコツさまぁ〜ず』第43回の「特別編 緊急企画!ポンコツガールオーディション」に出演。

- コカドケンタロウ
  - 『超ポンコツさまぁ〜ず』第44回、第45回に、前述のオーディション参加者のスケジュールが合わなかったため、単発出演。

- 西村瑞樹（バイきんぐ）
  - 『超ポンコツさまぁ～ず』第42回、第46回 - 第49回に出演。

## コーナー

### ポンコツ&さまぁ〜ず
廃油カーで日本縦断
一般家庭でてんぷらなどに使われた食用油（廃油）を燃料とするエコカー「オイルン」(ベース車は日産・エクストレイルクリーンディーゼル)で東京都から鹿児島県を目指す企画。
訪れた街の人々に使用済の食用油の提供を求め、それを濾過してエコカーの燃料としながら鹿児島県を目指す。当初、1回につきもらえる油の上限は4リットルであったが、途中からは5リットルに改められた。第7回からは苦労している画が欲しいというさまぁ〜ずの声のもと、新たに「いただいた廃油燃料はその都度使いきり、使い切った場所で新たな廃油を探す」「提供された（注文した）料理はすべて完食する」「廃油提供のお礼（交渉材料）として渡す日清フラワーを支給」「数字（視聴率）の取れるスポットにはなるべく立ち寄る」というルールが追加された。第59回と第60回の間に放送されたスペシャル回にて鹿児島到着までの期限が設けられたものの日程的に厳しくなってきたため、第64回よりもらえる油の上限が撤廃された。
第2回まではさまぁ〜ずもオイルンに同乗していたが、第3回からは児嶋一哉・狩野英孝と女性ロケゲストの3人がロケを行い、さまぁ〜ずと女性モニタリングゲストの3人が東京都内の飲食店でロケのVTRを鑑賞する形式となった。
番組の最後には、その回で一番ポンコツだった言動が「MVP」（Pはポンコツの略）として選ばれる。

### 超ポンコツさまぁ〜ず
カラオケカーで日本縦断
カラオケマシーンを積んだ車「オケ太郎」(ベース車はホンダ・ステップワゴン(3代目))で東京都から北海道を目指す企画。
東京都品川区にあるテレビ東京天王洲スタジオ前を出発し、東日本全14都道府県を経由することを条件として、約850キロメートル先の北海道函館市を目指す。街の人々にカラオケを歌ってもらい、ポンコツメンバーが事前に予想した点数との差分に応じた量のガソリンを獲得できる。オケ太郎の燃費は約10キロメートル/リットル。
第40回（2017年1月14日）放送後、狩野英孝の芸能活動自粛が発表されて出演が困難になったことから、旅企画の放送は一時中断を余儀なくされた。翌週（2017年1月21日）は番組自体が放送休止。第41回（2017年1月28日）はさまぁ〜ずとゲストのトークを中心に過去に出演したゲストの名場面集を放送。第42回（2017年2月4日）にて狩野の代役オーディション、第43回（2017年2月11日）にてポンコツガールオーディションの様子を放送。第44回（2017年2月18日）にて狩野の代わりとなる新しいパートナーを迎え、旅企画が再開された。なお、第42回ではこの影響で収録済みのロケVTRが7本も「お蔵入り」したことが明かされた。後番組の『さまスポ』内でこの番組が諸事情で急に始まったことが触れており狩野の降板が企画終了（番組終了）に繋がったことを示唆していた。
| 実獲得点数-予測点数 ※小数点以下切捨 | 獲得ガソリン量 （リットル） | 獲得ガソリン量 （リットル） | 獲得ガソリン量 （リットル） |
| 実獲得点数-予測点数 ※小数点以下切捨 | 第1回-第3回                 | 第4回[12]-第30回            | 第31回-                     |
| ----------------------------------- | --------------------------- | --------------------------- | --------------------------- |
| ピッタリ                            | 3.0                         | 3.0                         | 5.0                         |
| ±1点                                | 2.0                         | 2.0                         | 2.0                         |
| ±2点                                | 1.5                         | 1.0                         | 1.0                         |
| ±3点                                | 1.0                         | 0.5                         | 0.5                         |
| ±4点                                | 0.5                         | 0.0                         | 0.0                         |
| ±5点                                | 0.2                         | 0.0                         | 0.0                         |
| ±6点～±9点                          | 0.0                         | 0.0                         | 0.0                         |
| ±10点以上                           | 0.0                         | 0.0                         | ペナルティBOOK[13]          |

## スタッフ

### ポンコツ&さまぁ〜ず（スタッフ）
- 構成：飯塚大悟、林田晋一 ／ 堀江利幸
- カメラ：芳川和也、佐々木哲夫
- 音声：村本達弥
- メイク：アートメイク・トキ
- 編集：渡辺篤、植木義憲、堀内雅也、荘野佑介【週替り】
- MA：高橋友樹、浜中美穂【週替り】
- 宣伝：石原裕也
- デスク：門田理沙
- 音効：岡田淳一
- タイトルCG：前川陽介（.movs）
- 技術協力：ラフト、e-naスタジオ
- AP：杉本美雪、島田真理子（途中まで[いつ?]）
- ディレクター：武田雄一、岡順一郎、折茂健一（以前はAD）、佐久間隆太、小澤雄一
- 演出：新沢学
- 監修：株木亘
- プロデューサー：小高亮、上原敏明、島田勇夫、大内登（途中から[いつから?]）
- 総合プロデューサー：伊藤隆行
- 制作協力：ユーフィールド、ホリプロ
- 製作：テレビ東京

### 超ポンコツさまぁ〜ず（スタッフ）
- 構成：飯塚大悟、林田晋一
- カメラ：芳川和也
- 音声：村本達弥
- 編集：荘野佑介
- MA：浜中美穂
- 音効：岡田淳一
- タイトルCG：前川陽介（.movs）
- 技術協力：スウィッシュ・ジャパン、ラフト、e-naスタジオ
- 美術協力：フジアール
- 撮影協力：第一興商
- 宣伝：大川沙織
- デスク：門田理紗
- ディレクター：折茂健一、小澤雄一、武田雄一、中島太一
- 演出：新沢学
- 監修：株木亘
- プロデューサー：小高亮、上原敏明、杉本美雪
- 総合プロデューサー：伊藤隆行
- 制作協力：ユーフィールド
- 製作：テレビ東京

過去のスタッフ
- AP：山ノ内禎枝
- プロデューサー：大内登

## 放送局と放送時間

### テレビ東京系
| 番組名               | 放送時間          | 放送期間                       |
| -------------------- | ----------------- | ------------------------------ |
| ポンコツ&さまぁ〜ず  | 土曜18:00 - 18:30 | 2014年10月11日 - 2016年3月26日 |
| 超ポンコツさまぁ〜ず | 土曜18:00 - 18:30 | 2016年04月02日 - 2017年3月25日 |

| 放送対象地域   | 放送局         | 放送基準   |
| -------------- | -------------- | ---------- |
| 関東広域圏     | テレビ東京     | 制作局     |
| 北海道         | テレビ北海道   | 同時ネット |
| 愛知県         | テレビ愛知     | 同時ネット |
| 大阪府         | テレビ大阪     | 同時ネット |
| 岡山県・香川県 | テレビせとうち | 同時ネット |
| 福岡県         | TVQ九州放送    | 同時ネット |

### ポンコツ&さまぁ〜ず（放送局と放送時間）
| 放送対象地域 | 放送局             | 放送時間          | 放送期間                        | 備考            |
| ------------ | ------------------ | ----------------- | ------------------------------- | --------------- |
| 13都道府県   | テレビ東京系6局    | 土曜18:00 - 18:30 | 2014年10月11日 - 2016年03月26日 |                 |
| 岩手県       | 岩手めんこいテレビ | 日曜12:00 - 12:30 | 2015年04月05日 - 2015年05月24日 |                 |
| 宮城県       | 東北放送           | 木曜00:43 - 01:13 | 2015年01月08日 - 2015年09月24日 |                 |
| 宮城県       | 東北放送           | 木曜00:28 - 00:58 | 2015年10月08日 - 2016年03月31日 |                 |
| 宮城県       | 東北放送           | 木曜00:45 - 01:15 | 2016年04月07日 - 2016年06月23日 |                 |
| 山形県       | テレビユー山形     | 土曜01:30 - 02:00 | 2014年11月08日 - 2015年03月27日 |                 |
| 山形県       | テレビユー山形     | 木曜01:08 - 01:38 | 2015年04月02日 - 2015年10月01日 |                 |
| 山形県       | テレビユー山形     | 水曜01:08 - 01:38 | 2015年10月21日 - 2016年04月13日 |                 |
| 山形県       | テレビユー山形     | 火曜00:55 - 01:25 | 2016年04月19日 - 2016年05月24日 |                 |
| 福島県       | 福島中央テレビ     | 月曜10:25 - 10:55 | 2015年01月12日 - 2015年03月23日 |                 |
| 福島県       | 福島中央テレビ     | 金曜10:25 - 10:55 | 2015年04月03日 - 2016年09月30日 |                 |
| 新潟県       | テレビ新潟         | 日曜06:30 - 07:00 | 2014年10月26日 - 2016年04月24日 |                 |
| 富山県       | 富山テレビ         | 水曜01:35 - 02:05 | 2016年04月06日 - 2016年05月25日 | 第64回 - 第71回 |
| 石川県       | 石川テレビ         | 月曜01:10 - 01:40 | 2014年11月03日 - 2015年01月05日 |                 |
| 石川県       | 石川テレビ         | 月曜00:40 - 01:15 | 2015年01月11日 - 2015年03月30日 |                 |
| 石川県       | 石川テレビ         | 木曜00:45 - 01:16 | 2015年04月09日 - 2016年03月31日 |                 |
| 石川県       | 石川テレビ         | 木曜00:30 - 01:01 | 2016年04月07日 - 2016年05月05日 |                 |
| 長野県       | 長野朝日放送       | 土曜16:55 - 17:25 | 2014年11月08日 - 2016年04月09日 |                 |
| 長野県       | 長野朝日放送       | 土曜16:00 - 16:30 | 2016年04月16日 - 2016年07月30日 |                 |
| 静岡県       | 静岡第一テレビ     | 月曜01:20 - 01:50 | 2014年10月20日 - 2015年03月30日 |                 |
| 静岡県       | 静岡第一テレビ     | 月曜01:25 - 01:55 | 2015年04月06日 - 2016年06月27日 |                 |
| 奈良県       | 奈良テレビ         | 火曜01:00 - 01:30 | 2015年10月06日 - 2016年04月26日 | 第45回 - 第71回 |
| 和歌山県     | テレビ和歌山       | 金曜08:00 - 08:30 | 2014年11月28日 - 2016年04月15日 |                 |
| 広島県       | 中国放送           | 木曜01:08 - 01:38 | 2015年01月08日 - 2015年09月24日 |                 |
| 愛媛県       | テレビ愛媛         | 木曜14:55 - 15:25 | 2014年11月06日 - 2015年03月26日 |                 |
| 愛媛県       | 愛媛朝日テレビ     | 月曜01:03 - 01:33 | 2016年04月04日 - 2016年09月18日 | 第50回 - 第71回 |
| 高知県       | テレビ高知         | 月曜16:23 - 16:53 | 2015年03月30日 - 2015年09月28日 | 第01回 - 第25回 |
| 高知県       | テレビ高知         | 火曜15:50 - 16:20 | 2015年10月06日 - 2016年03月29日 | 第26回 - 第49回 |
| 高知県       | テレビ高知         | 金曜15:50 - 16:20 | 2016年04月01日 - 2016年09月02日 | 第50回 - 第71回 |
| 長崎県       | テレビ長崎         | 火曜00:45 - 01:15 | 2015年01月06日 - 2015年03月24日 |                 |
| 長崎県       | テレビ長崎         | 火曜00:35 - 01:10 | 2015年03月31日 - 2016年06月28日 |                 |
| 熊本県       | テレビ熊本         | 月曜01:15 - 01:45 | 2014年12月21日 - 2015年06月29日 |                 |
| 熊本県       | テレビ熊本         | 金曜02:25 - 02:55 | 2015年07月03日 - 2015年09月17日 |                 |
| 熊本県       | テレビ熊本         | 水曜00:55 - 01:25 | 2015年09月30日 - 2016年06月22日 |                 |
| 鹿児島県     | 鹿児島テレビ       | 土曜01:30 - 02:00 | 2014年11月08日 - 2015年03月27日 |                 |
| 鹿児島県     | 鹿児島テレビ       | 木曜15:30 - 16:00 | 2015年04月09日 - 2016年06月16日 |                 |
| 沖縄県       | 琉球朝日放送       | 土曜17:00 - 17:30 | 2015年01月31日 - 2016年09月24日 |                 |

### 超ポンコツさまぁ〜ず（放送局と放送時間）
| 放送対象地域 | 放送局          | 放送時間          | 放送期間                        | 放送回          |
| ------------ | --------------- | ----------------- | ------------------------------- | --------------- |
| 13都道府県   | テレビ東京系6局 | 土曜18:00 - 18:30 | 2016年04月02日 - 2017年03月25日 | 第01回 - 第49回 |
| 宮城県       | 東北放送        | 木曜00:45 - 01:15 | 2016年07月07日 - 2016年09月22日 | 第01回 - 第13回 |
| 宮城県       | 東北放送        | 土曜10:55 - 11:25 | 2016年10月01日 - 2016年12月24日 | 第14回 - 第24回 |
| 宮城県       | 東北放送        | 土曜10:55 - 11:25 | 2017年02月18日 - 2017年04月08日 | 第42回 - 第49回 |
| 山形県       | テレビユー山形  | 火曜00:55 - 01:25 | 2016年05月31日 - 2017年01月17日 | 第01回 - 第30回 |
| 福島県       | 福島中央テレビ  | 水曜01:29 - 01:59 | 2016年10月05日 - 2017年01月18日 | 第01回 - 第17回 |
| 新潟県       | テレビ新潟      | 日曜06:30 - 07:00 | 2016年05月01日 - 2017年01月22日 | 第01回 - 第36回 |
| 新潟県       | テレビ新潟      | 日曜06:30 - 07:00 | 2017年04月02日 - 2017年05月07日 | 第44回 - 第49回 |
| 石川県       | 石川テレビ      | 木曜00:30 - 01:00 | 2016年05月12日 - 2017年01月19日 | 第01回 - 第35回 |
| 長野県       | 長野朝日放送    | 土曜16:00 - 16:30 | 2016年08月06日 - 2017年01月14日 | 第01回 - 第18回 |
| 長野県       | 長野朝日放送    | 土曜16:00 - 16:30 | 2017年02月11日 - 2017年04月15日 | 第41回 - 第49回 |
| 静岡県       | 静岡第一テレビ  | 月曜01:25 - 01:55 | 2016年07月04日 - 2017年01月16日 | 第01回 - 第24回 |
| 静岡県       | 静岡第一テレビ  | 月曜01:25 - 01:55 | 2017年02月27日 - 2017年04月17日 | 第42回 - 第49回 |
| 奈良県       | 奈良テレビ      | 火曜01:00 - 01:30 | 2016年05月03日 - 2016年09月27日 | 第01回 - 第21回 |
| 奈良県       | 奈良テレビ      | 土曜13:30 - 13:59 | 2016年10月08日 - 2017年01月21日 | 第22回 - 第36回 |
| 奈良県       | 奈良テレビ      | 土曜13:30 - 13:59 | 2017年02月25日 - 2017年05月06日 | 第41回 - 第49回 |
| 和歌山県     | テレビ和歌山    | 金曜08:00 - 08:30 | 2016年04月22日 - 2017年01月20日 | 第01回 - 第39回 |
| 和歌山県     | テレビ和歌山    | 金曜08:00 - 08:30 | 2017年02月10日 - 2017年04月07日 | 第41回 - 第49回 |
| 長崎県       | テレビ長崎      | 火曜00:35 - 01:10 | 2016年07月05日 - 2017年01月17日 | 第01回 - 第25回 |
| 熊本県       | テレビ熊本      | 水曜00:55 - 01:25 | 2016年06月29日 - 2017年01月18日 | 第01回 - 第29回 |
| 熊本県       | テレビ熊本      | 水曜00:55 - 01:25 | 2017年02月08日 - 2017年04月26日 | 第41回 - 第49回 |